# 하이드 파크 (시드니)

아치볼드 분수

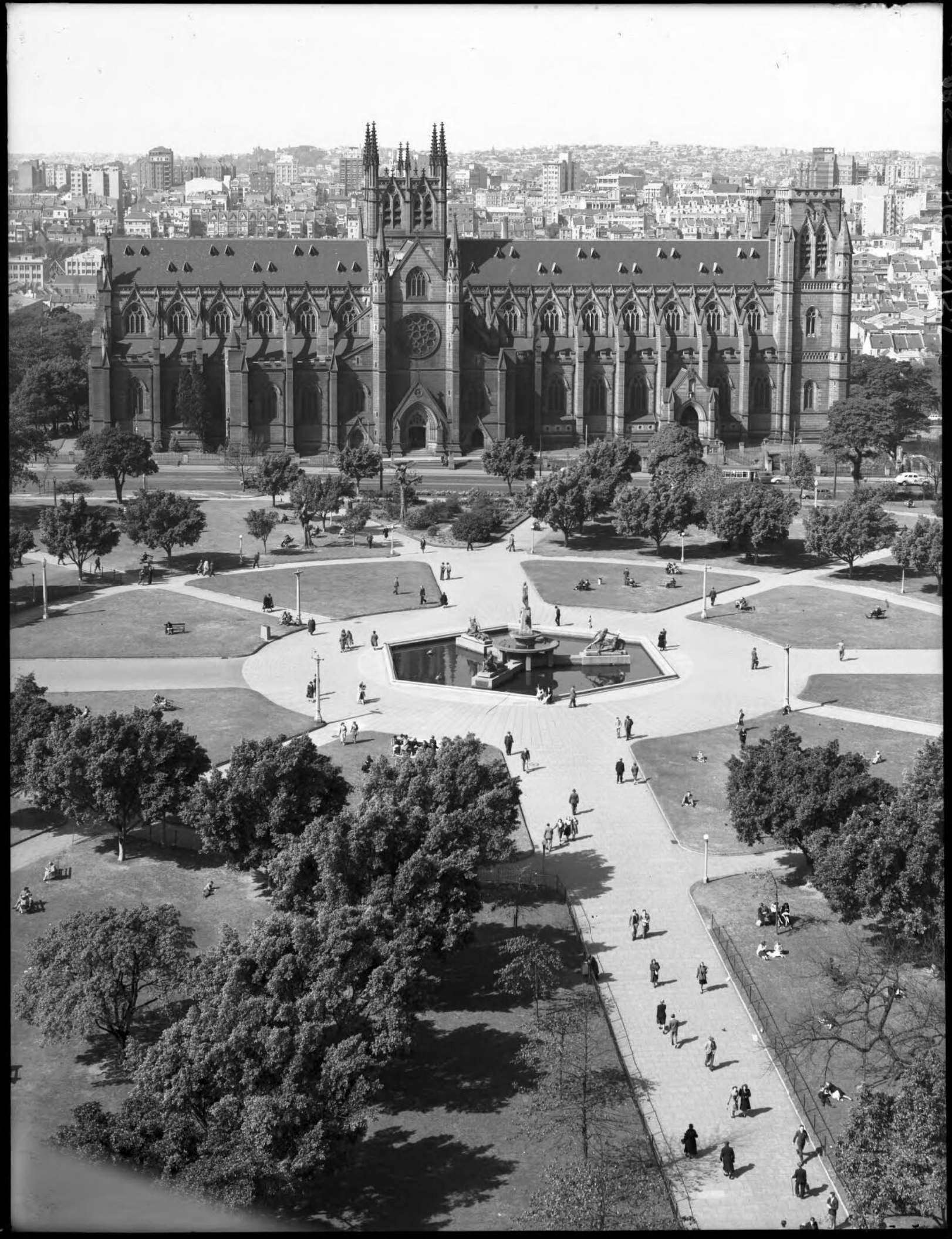
1940년대의 하이드 파크

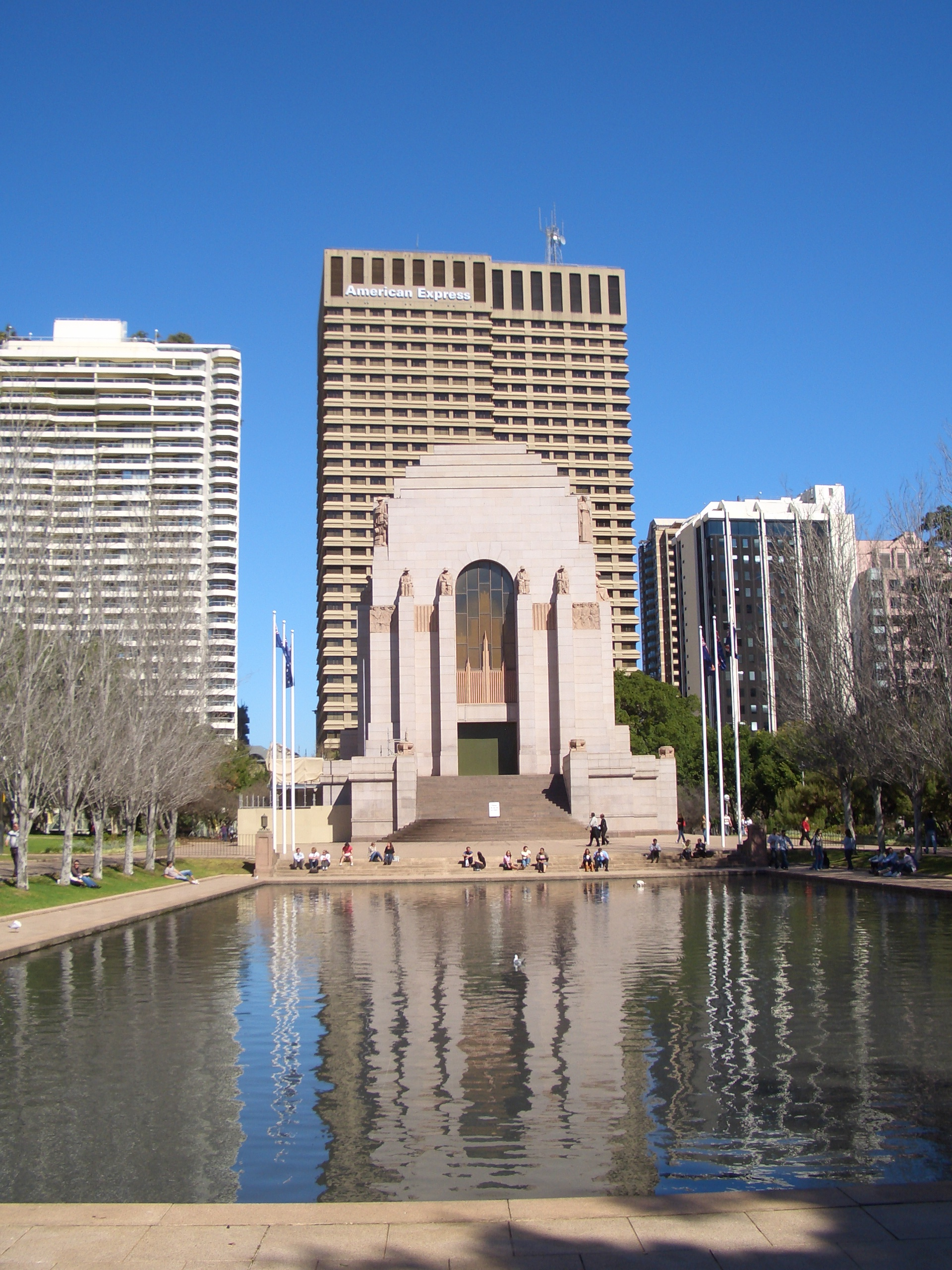
앤잭 전쟁 기념관

시드니 하이드 파크(Hyde Park, Sydney)는 오스트레일리아 뉴사우스웨일스주 시드니 중심 업무 지구 동부에 위치한 시드니에서 가장 큰 공원이다. 엘리자베스 스트리트와 컬리지 스트리트, 세인트 제임스 로드, 프린스 알버트 로드, 리버풀 스트리트의 남단을 끼고 직사각형에 가까운 모양으로 건설되었다.
공원 주변으로 남쪽에는 뉴사우스웨일스 주 법원, 세인트 제임스 교회, 하이드 파크 배럭, 시드니 병원이 위치하고 있으며 동쪽으로는 세인트 메리 대성당, 오스트레일리아 박물관이 남쪽으로는 다우닝 센터가 그리고 서쪽으로는 데이비드 존스 백화점과 시드니 중심 업무 지구가 위치하고 있다.
파크 스트리트가 공원의 중앙을 동-서로 가로질러 개설되어 있어 공원은 남-북으로 나뉘어 있다.

## 역사
시드니 하이드 파크는 본래 런던의 하이드 파크에서 유래된 지명이다.
식민시대 초기, 이곳은 스포츠와 여가를 즐기기 위한 공간으로 사용되었으며 크리켓, 경마 등의 경기가 이 곳에서 열렸다. 1810년 10월 13일 맥쿼리 총독에 의해 북쪽의 도메인 지역을 분리시키고 하이드 파크라 이름지었으며 주민의 여가와 운동의 장소로 활용하도록 한 후 도메인 지역은 총독 개인을 위한 목적으로 활용하였다.
당시 하이드 파크에서는 크리켓, 럭비, 경마, 고리 던지기, 아일랜드식 필드하키의 일종인 헐링 경기가 열렸으며 군사 훈련장으로도 함께 사용되었다. 또한 길 잃은 개나 고양이와 같은 가축들도 이 곳에 모여들었다.
식민 초기 최초의 크리켓 경기장와 경마장이 위치하였고 크리켓, 경기와 아일랜드식 하키 경기를 치르며 공원의 많은 부분이 손상을 입었다.

## 특징
- 공원 중앙에는 아치볼드 분수가 위치하고 있다. 이 분수는 1932년 오스트레일리아 연합군의 1차 세계대전 프랑스 참전을 기리기 위해 François Sicard에 의해 설계되었으며 J.F. Archibald의 기부로 건축되었다.
- 공원의 북쪽 끝 세인트 제임스 역 입구에 위치한 나고야 가든에는 거대한 체스 광장이 바닥에 그려져 있다.
- 공원의 남쪽으로 뮤지엄 역 입구와 함께 앤잭 전쟁 기념관이 위치하고 있다.
- 공원에는 580여 그루의 나무들이 식재되어 있다. 다양한 종류의 나무들이 심어져 있는데 공원 북쪽의 무화과나무 거리가 유명하다. 이 거리에서는 매년 시드니 모닝 해럴드 사가 주관하는 전시 행사가 벌어진다.

## 같이 보기
- 하이드 파크 - 영국 런던의 공원.
- 센트럴 파크 - 미국 뉴욕의 공원.
- 서울숲 - 서울에 조성한 하이드 파크, 센트럴 파크